# Scorpaenopsis
Scorpaenopsis een groot geslacht van schorpioenvissen (Scorpaenidae). Sommige soorten, zoals de hier getoonde Scorpaenopsis oxycephala hebben een vreemd draakachtig uiterlijk. De huid van deze schorpioenvis die vooral op koraalriffen  van tropische zeeën voorkomt, is bedekt met allerlei uitgroeisels. Deze dragen bij tot vervorming (camouflage) van zijn lichaamsvorm. Daarbij kunnen zij ook de kleur van hun omgeving aannemen. Deze vissen liggen vaak, praktisch onzichtbaar en roerloos te wachten  totdat kleine vissen of garnalen dichtbij genoeg zijn gekomen. Dan schieten zij snel naar voren om de prooi op te happen. De giftige stekels op de rug dienen als bescherming tegen mogelijke aanvallers. 

## Soorten
- Scorpaenopsis altirostris Gilbert, 1905
- Scorpaenopsis barbata (Rüppell, 1838)
- Scorpaenopsis brevifrons Eschmeyer & Randall, 1975
- Scorpaenopsis cacopsis Jenkins, 1901
- Scorpaenopsis cirrosa (Thunberg, 1793)
- Scorpaenopsis cotticeps Fowler, 1938
- Scorpaenopsis diabolus (Cuvier, 1829)
- Scorpaenopsis furneauxi Whitley, 1959
- Scorpaenopsis gibbosa (Bloch & Schneider, 1801)
- Scorpaenopsis gilchristi (Smith, 1957)
- Scorpaenopsis insperatus Motomura, 2004
- Scorpaenopsis lactomaculata (Herre, 1945)
- Scorpaenopsis longispina Randall & Eschmeyer, 2001
- Scorpaenopsis macrochir Ogilby, 1910
- Scorpaenopsis neglecta Heckel, 1837
- Scorpaenopsis obtusa Randall & Eschmeyer, 2001
- Scorpaenopsis orientalis Randall & Eschmeyer, 2001
- Scorpaenopsis oxycephala (Bleeker, 1849)
- Scorpaenopsis palmeri (Cuvier, 1829)
- Scorpaenopsis papuensis (Cuvier, 1829)
- Scorpaenopsis pluralis Randall & Eschmeyer, 2001
- Scorpaenopsis possi Randall & Eschmeyer, 2001
- Scorpaenopsis pusilla Randall & Eschmeyer, 2001
- Scorpaenopsis ramaraoi Randall & Eschmeyer, 2001
- Scorpaenopsis venosa (Cuvier, 1829)
- Scorpaenopsis vittapinna Randall & Eschmeyer, 2001

## Referentie
- Specieslist in FishBase